# Szyłka (miasto)
Szyłka (ros. Ши́лка) – miasto w Rosji w Kraju Zabajkalskim, położone nad rzeką Szyłka, około 250 km na wschód od miasta Czyta.
Szyłka została założona w 1897 roku, a prawa miejskie uzyskała w 1951.